# Sułkowice (województwo mazowieckie)
Sułkowice – wieś w Polsce położona w województwie mazowieckim, w powiecie grójeckim, w gminie Chynów. Leży w odległości 30 km na południe od Warszawy, przy drodze krajowej nr 50 oraz przy linii kolejowej (przystanek kolejowy Sułkowice) Warszawa-Radom-Kielce-Kraków.
Administracyjnie na terenie wsi utworzono dwa sołectwa Sułkowice Osiedle i Sułkowice. W skład sołectwa Sułkowice wchodzi także wieś Hipolitów.
W drugiej połowie XVI wieku wieś szlachecka Sułkowice położona była w powiecie czerskim  ziemi czerskiej województwa mazowieckiego. W latach 1975–1998 miejscowość położona była w ówczesnym województwie radomskim. Od 1 stycznia 2017 r., na podstawie wyników referendum z 2016 r., do wsi Sułkowice została przyłączona sąsiednia wieś Budy Sułkowskie.
Przez miejscowość przepływa rzeka Czarna, lewobrzeżny dopływ rzeki Wisły.
W Sułkowicach mieszczą się Szkoła Podstawowa im. Jana Brzechwy, Fabryka farb i lakierów MALCHEM, sklepy spożywcze i firmy usługowe.
W Sułkowicach znajduje się jedyny w Polsce Zakład Kynologii Policyjnej.
Na terenie Zakładu Kynologii można obejrzeć wypchanego psa Trymera, tj. jednego z trzech owczarków niemieckich grających rolę psa Szarika w serialu Czterej pancerni i pies. Pies Trymer zagrał również psa z serialu Przygody psa Cywila oraz wystąpił w serialu Stawka większa niż życie, w epizodzie pt. "Hotel Excelsior".